# Schmidt tace și... nu face!
Schmidt tace și... nu face! (titlul original: în germană Nelken in Aspik) este un film de comedie est-german, realizat în 1976 de regizorul Günter Reisch, protagoniști fiind actorii Armin Mueller-Stahl, Helga Sasse, Erik S. Klein și Helga Göring.

## Rezumat
Wolfgang Schmidt lucrează ca grafician de publicitate, deși nu este foarte bun ca designer. Dar este extrem de bun vorbitor, ceea ce a adus mai mulți clienți Casei de publicitate. Când se caută un nou angajat pentru administrație, atât dosarul lui Schmidt, cât și tăcerea lui suverană fac o impresie puternică. De fapt, Schmidt este dintr-o dată atât de tăcut pentru că a pierdut recent doi incisivi. Așa că este promovat, deși nu-i place deloc noul job. Dar tot ce face pentru a pune capăt propriei cariere, se dovedește a fi un succes neașteptat și îl aduce pe Schmidt și mai sus. Abia când a fost numit director general, s-a recunoscut în cele din urmă lipsa de competență a lui Schmidt. Spre bucuria lui, este retrogradat. Și-a găsit o parteneră de viață în colega sa Cilly, iar în cele din urmă a primit și o slujbă care se potrivea cel mai bine cu talentul său de a vorbi, ca ghid în turele orașului.

## Distribuție
- Armin Mueller-Stahl – Wolfgang Schmidt
- Helga Sasse – Cilly
- Erik S. Klein – Siegfrid Huster
- Helga Göring – colega Kühn

- Herbert Köfer – Dietmar Freiherr din Fredersdorff-Lützenheim
- Eva-Maria Hagen – Helene
- Edwin Marian – Bernie
- Traute Sense – angajata din casa de publicitate
- Horst Papke – angajat din casa de publicitate
- Horst Rehberg – angajat din casa de publicitate
- Norbert Christian – psihiatrul
- Winfried Glatzeder – dr. Jonas
- Eberhard Cohrs – Eberhard Kurz
- Jürgen Zartmann – sergentul Schwankreuz
- Lutz Stückrath – un angajat la Bleurop
- Brigitte Krause – critic
- Hans-Joachim Hanisch – reporterul sportiv
- Erich Mirek – șeful comisiei
- Werner Godemann – fumătorul pătimaș
- Carl Heinz Choynski – ne-fumătorul pătimaș
- Werner Lierck – conducătorul auto de la Huster
- Stefan Lisewski – bărbatul din Texas
- Reinhard Lakomy – cântărețul
- Barbara Adolph – un comerciant extern
- Hans Knötzsch – un comerciant extern
- Willi Neuenhahn – un pompier
- Günter Schubert – un inginer
- Gisbert-Peter Terhorst – un inginer
- Regine Albrecht – stewardesa
- Elke Kunsch – secretara americană
- Robert Trösch – omul de afaceri elvețian
- Gerd Staiger – un comerciant extern
- Lothar Tarelkin – desenatorul
- Willi Schrade – un oficial sportiv
- Peter Köhncke – un oficial sportiv
- Gianina Gilde – o stewardesă
- Lydia Billiet – desenatoarea
- Wolfgang Roeder – Brummer[2]
- Erich Weber – Brummer[2]
- Eberhard Keyn – Brummer[2]
- Johannes Frenzel – Brummer[2]
- Peter Hölzel – fotoreporterul
- Jürgen Huth – VK-Polizist
- Günter Reisch – un pasager
- Kurt Belicke – un pasager
- Werner Pfeifer – manager de înregistrare
- Fred Delmare – taximetristul
- Hans Rohr – vameșul
- Helga Probst-Gericke – o stewardesă
- Rosemarie Herzog – o călătoare
- Hans-Heinrich Gülzow – un călător
- Bodo Schmidt – un călător
- Hans Feldner – un călător
- Wolfgang Arnst – un călător
- Walter Kaufmann – un american
- Harald Hauser – un american
- Dieter Bisetzki – reporterul de stiri
- Beate Pammler – o dansatoare
- Carmen Steinert – o dansatoare
- Margrit Manz – o japoneză
- Dagmar Dempe – o japoneză
- Dirk Jungnickel – un fotoreporter
- Heinz Metzler – arbitrul
- Eckhard Becker – doctorul
- Georgi Kissimov – un reporter
- Anna-Marietta Anday – o desenatoare
- Joachim Pape – un referent
- Gerd Funk – director de publicitate
- Sieglinde Grunwald – specialista în publicitate
- Eva Schäfer – specialista în publicitate